# Antonín Křišťál
Antonín Křišťál (4. února 1904 Žižkov – říjen 1976) byl český fotbalista, útočník, reprezentant Československa. Jeho polorodým bratrem byl fotbalista František Křišťál.

## Sportovní kariéra
Za československou reprezentaci odehrál v roce 1926 čtyři utkání a vstřelil jeden gól (v přátelském zápase s Itálií). V lize odehrál 73 zápasů a dal 41 gólů. Hrál za Viktorii Žižkov (1925–1938) a SK Slezská Ostrava (1939–1940).